# Oeneis immaculata
Oeneis immaculata är en fjärilsart som beskrevs av Jules Leon Austaut 1930. Oeneis immaculata ingår i släktet Oeneis och familjen praktfjärilar. Inga underarter finns listade i Catalogue of Life.